# Marco Ludwig
Marco Ludwig (* 30. November 1982 in Bad Muskau) ist ein ehemaliger deutscher Eishockeyspieler. Der Zwei-Wege-Spieler, der sowohl als Verteidiger, wie auch als Stürmer spielte, stammt aus dem Weißwasseraner Eishockeynachwuchs und galt dort als „der Beste seines Jahrganges“.

## Laufbahn
Marco Ludwig erlernte mit vier Jahren das Schlittschuhlaufen von seinem Vater Andreas Ludwig. Er war nach dem Durchlaufen der Jugend- und Juniorenmannschaften ab der Saison 2000/01 für den Eissport Weißwasser in der 2. Eishockey-Bundesliga aktiv. Neben der Saison bei den „Jungfüchsen“ kam er zu fünf Einsätzen bei den Profis. Nach der Saison 2001/02 wechselte er zu dem in der Eishockey-Oberliga spielenden EC Peiting, mit dem er den Aufstieg in den Play-offs der Saison 2002/03 verpasste. Zurückgekehrt zu seinem mittlerweile in Lausitzer Füchse umbenannten und ebenfalls in der Oberliga spielenden Heimatklub, erreichte er mit diesen in der Saison 2003/04 den sofortigen Wiederaufstieg in die 2. Bundesliga, wozu er mit 13 Toren und 20 Assists beitrug.
Trotzdem wechselte er zunächst – auch Dank einer Kooperation und des Interesses des DEL-Finalisten Frankfurt Lions – innerhalb der Oberliga zum ERV Schweinfurt, den er noch während der Spielzeit in Richtung SC Riessersee verließ. Dort spielte er weitere zwei Saisons; die Mannschaft scheiterte nach dem ersten Platz in der Hauptrunde in den Play-offs. Ludwig konnte jedoch aufgrund seiner Leistung von 62 Scorerpunkten in 113 Spielen die Aufmerksamkeit des EHC München wecken, die ihn für die 2. Bundesliga 2007/08 engagierten. Mit nur einem Tor und vier Vorlagen konnte er nicht an seine Leistungen anknüpfen und wechselte in der Folge zu den Roten Teufeln nach Bad Nauheim. In der Oberliga-Saison 2008/09 verletzte sich Ludwig, der zu dieser Zeit als Mannschaftskapitän agierte, sowohl an der Schulter, als auch am Sprunggelenk. Er begann neben dem Eishockey eine Ausbildung als Versicherungsvertreter, spielte noch jeweils eine Saison beim ESC Bad Liebenzell und dem EC Stuttgart in der Regionalliga Süd-West und beendete 2009 seine aktive sportliche Karriere.
Im Januar 2014 übernahm er als Trainer die Mannschaft der Jonsdorfer Falken, die in der Eishockey-Oberliga spielen, zunächst bis zum Saisonende.

## Karrierestatistik
(Legende zur Spielerstatistik: Sp oder GP = absolvierte Spiele; T oder G = erzielte Tore; V oder A = erzielte Assists; Pkt oder Pts = erzielte Scorerpunkte; SM oder PIM = erhaltene Strafminuten; +/− = Plus/Minus-Bilanz; PP = erzielte Überzahltore; SH = erzielte Unterzahltore; GW = erzielte Siegtore; 1 Play-downs/Relegation; Kursiv: Statistik nicht vollständig)

## Familie
Sein Vorbild ist sein Vater Andreas Ludwig, der ebenfalls Eishockeyspieler war und für die Eishockeynationalmannschaft der DDR an mehreren Weltmeisterschaften teilnahm. Während seiner Zeit beim SC Riessersee lernte er 2006 die Skirennfahrerin Maria Riesch kennen und lebte mit ihr gemeinsam in Garmisch. Das Paar trennte sich 2008.